# Trojany
Trojany este un sat în Polonia, în voievodatul Mazovia, județul Wołomin. Are o populație de 490 loc. (2014).